# ناو هواپیمابر نووراسیسک
ناو هواپیمابر نووراسیسک (به انگلیسی: Soviet aircraft carrier Novorossiysk) یک کشتی بود که طول آن 273,1 m overall بود. این کشتی در سال ۱۹۷۸ ساخته شد.